# Meszlényi Jenő
Meszlényi Meszlényi Jenő (Kisdém, Veszprém vármegye, 1814. október 10. – Pozsony, 1900. június 20.) 1848-as honvéd ezredes. Nővére, Meszlényi Terézia révén Kossuth Lajos, felesége révén pedig Koffler Bódog őrnagy sógora.

## Élete
Az ősrégi nemesi származású meszlényi Meszlényi család sarja. Édesapja, meszlényi Meszlény János (1772-1846), táblabíró, kisdémi földbirtokos, édesanyja, kisfaludi Kisfaludy Erzsébet (1782-1839) volt. A gimnázium elvégzése után 1832-ben hadapródként lépett a császári és királyi hadsereg 32. gyalogezredébe. 1834-től a bécsi magyar nemesi testőrségnél szolgált, majd 1838-ban a 12. határőrezred főhadnagya lett. 1848. július 31-én kilépett a császári katonaságtól.
1848. szeptember 13-án gróf Batthyány Lajos számfeletti (beosztás nélküli) századossá nevezte ki a 6. honvédzászlóaljhoz. Mészáros Lázár a hadügyminisztériumban szánt neki beosztást, Meszlényi azonban végül őrnagyi rangban az akkoriban a fővárosban önkéntesekből alakuló Hunyadi-csapat gyalogságának parancsnoka lett. Perczel Mór alárendeltségében részt vett a Josip Jelačić elleni szeptemberi harcokban. Október 9-én – október 1-jei hatállyal – alezredessé léptették elő és Komárom térparancsnokává nevezték ki. Közhonvédként komáromi irodájában szolgált a később bibliográfusként és a Magyar Tudományos Akadémia levelező tagjaként ismertté vált Szinnyei József, kinek naplója a komáromi vár szabadságharc alatti történetének nélkülözhetetlen forrása. Majthényi István vezérőrnagy lemondása után, 1849 január 7-én tartott haditanácson Meszlényi Jenőnek ajánlották fel a vár parancsnokságát, ő azonban ezt nem fogadta el, így lett az erősség parancsnoka Török Ignác ezredes, későbbi tábornok, aradi vértanú. Január 13-án – január 1-jei hatállyal – beosztásának megtartása mellett ezredessé léptették elő. A komáromi vár első, 1849 január–áprilisi ostroma idején tevékenyen részt vett a vár védelmében. Április 13-án utóda a komáromi térparancsnoki beosztásban addigi helyettese, Szabó Zsigmond ezredes lett. Meszlényi Jenőt május 23-án rangjának megtartása mellett az Országos Főhadparancsnokság vezetője, Kiss Ernő altábornagy helyettesévé nevezték ki. E beosztásában maradt a fegyverletételig.
Az aradi hadbíróság 1849. november 5-én halálra, majd az ítéletet megváltoztatva november 16-án 18 évi várfogságra ítélte. 1850. június 14-én a szabadságharc előtt kilépett volt császári tisztekre vonatkozó amnesztia értelmében kegyelmet kapott. Szabadulása után Veszprém vármegyei birtokán gazdálkodott, majd uradalmi gazdatiszt volt Kaposváron. 1890-től Pozsonyban élt. Tagja volt az ottani honvédegyletnek.